# Cafezal do Sul
Cafezal do Sul là một đô thị thuộc bang Paraná, Brasil. Đô thị này có diện tích 336,205 km², dân số năm 2007 là 4348 người, mật độ 11,3 người/km².